# Ninebot
Ninebot Inc. é uma empresa de equipamentos inteligentes de transporte a curta distância na China, a primeira do país reunindo pesquisa e desenvolvimento, produção e venda. Fundada em 2012 sede da empresa está localizada em Pequim . Sua linha de produtos inclui diversos modelos de monociclos e diciclos elétricos de auto equilíbrio , como as séries Windrunner e Ninebot One . Esta última, a Ninebot One, não possui guidão e apenas uma roda. Seus produtos são vendidos para quase 50 países , através de representantes como por exemplo a Cicloway , Ninebot US, Ninebot UK e a Ninebot Malaysia, entre outras.
Ninebot tem atualmente a liderança na indústria do design, produção e promoção de transporte pessoal inteligente a curta distância. Em abril de 2015, Ninebot recebeu uma rodada de  investimentos financiada pelas empresas Xiaomi Tech, Sequoia Capital, Shunwei Capital, e Huashan Capital,, adquirindo a Segway, então líder mundial no segmento. A Segway possui um grande número de patentes de invenções em robótica e utilidades, um valioso ativo para a Ninebot  , sendo a empresa mais influente no campo de segurança e controle de tecnologia de veículos de auto-equilíbrio e de transporte inteligente de curta distância no mundo. Uma outra vantagem desta aquisição é a associação natural e imediata da marca Segway a esse tipo de transporte. 
Até o momento, Ninebot se concentra em produtos inteligentes de transporte a curtas distâncias. O passo seguinte é a criação de robôs   .

## Atributos
Unidades de transporte desta natureza (monociclos, hoverboards) têm como função a prática esportiva, o lazer e servir como transporte intermodal. Para atender plenamente esta função, devem ser compactos e leves. Este tipo de transporte tem um público crescente na Ásia, com tendência a expandir nos EUAe outros países.
São frequentemente associados ao hoverboard da saga Back to the Future. 

## História
Antes da fundação da Ninebot, outras duas empresas vieram: a Uptech Robotics, fundada em 2006 e a Power Union em 2012, ambas pelo atual presidente da Ninebot, Wang Ye.
A Ninebot tomou a forma que tem hoje quando um grupo de engenheiros em robótica interessado em desenvolver tecnologia para proteção do meio ambiente e inteligência artificial. Estes engenheiros em 2009 apresentaram seus projetos para o desenvolvimento do primeiro veículo aéreo não tripulado (VANT) a ser usado para pesquisas na Estação Zhongshan na Antártida, num Seminário de robôs promovido entre República Popular da China, Coreia do Sul e Japão. 
O grupo combinou a tecnologia usada no VANT e robótica, desenvolvendo um novo tipo de veículo de auto-equilíbrio, um diciclo elétrico chamado WindRunner. Este veículo, ainda comercializado pela Ninebot, teve sua produção iniciada pela empresa Up-Tech Robotics, incorporada posteriormente à Ninebot, através de sua união com a empresa PowerUnion
Em 2014, a empresa levou ao Paris Games Week o Ninebot Elite, comercializado na época por 2900€, valor muito abaixo de seu concorrente da Segway, 7000€. Fora o preço, a grande novidade era o fato do equipamento poder ser pilotado pelo smartphone.
No mesmo ano, foi anunciado o lançamento do Ninebot One, um monociclo elétrico que pode ser controlado via aplicativo e conectado a diversos acessórios.
Em 2015, através de uma rodada de negócios, a Ninebot adquiriu a concorrente americana Segway, passando a ser detentora de suas patentes .
Em 2016,  foi apresentado na CES um robô pessoal que pode transportar o usuário.

### Produtos
Os seguintes modelos são fabricados atualmente pela Ninebot:
- Com duas rodas e guidão
  - Ninebot-E
  - Ninebot-C
- Com duas rodas 
  - Ninebot Mini
- Com uma roda
  - Ninebot One

Além dos chamados robôs de transporte, a empresa produz o aplicativo Ninebot App, disponível para Android e iOS